# Mari Yaguchi
Mari Yaguchi  (矢口 真里?, Yaguchi Mari), pseudonimo di Mari Nakamura (中村真里?, Nakamura Mari) (Yokohama, 20 gennaio 1983) è una cantante giapponese, ed è anche conosciuta con il soprannome Marin.

## Carriera
È stata un membro dei gruppi Hello! Project (da cui si è "diplomata" nel 2009), Morning Musume e Tanpopo, uno dei primi sottogruppi delle Morning Musume, ed è anche uno dei membri fondatori delle Minimoni. In seguito è diventata leader sia delle Morning Musume Sakuragumi che delle ZYX, e dal dicembre 2010 è anche membro delle Dream Morning Musume.
Contemporaneamente alle sue attività come membro di vari gruppi musicali, Mari Yaguchi porta avanti anche una carriera da attrice e conduttrice televisiva. Yaguchi ha recitato nei drama televisivi Sentō no Musume!? (銭湯の娘!???) (insieme alla collega delle Morning Musume Mai Hagiwara, e Gal Circle (ギャルサー?, Garusaa). Ha inoltre condotto gli show televisivi Yaguchi Hitori e Midtown TV e nel 2006 ha recitato nello spettacolo teatrale Damn Yankees, un popolare musical di Broadway, allestito presso il Tokyo Aoyama Theater.
Il 25 marzo 2009 ha debuttato come solista con il singolo Seishun Boku/Seishun Ore (青春 僕/青春 俺?), arrivato sino alla sesta posizione della classifica Oricon ed ha venduto 33 126 copie. È seguito nel 2010 Kaze o sagashite (風をさがして?) utilizzato come sigla di apertura dell'anime One Piece ed arrivato sino alla seconda posizione con circa 37 000 copie vendute.

### Vita privata
Il 22 maggio 2010 ha sposato il fidanzato e collega, l'attore Masaya Nakamura.

## Discografia

### Singoli
- 2009 - Seishun Boku/Seishun Ore (青春 僕/青春 俺?)
- 2010 - Kaze o sagashite (風をさがして?)

## Filmografia

### Televisione
- Average 2 (Fuji TV, 2008)
- Average (Fuji TV, 2008)
- Galcir (NTV, 2006)
- Sento no Musume!? (MBS, 2006)
- Kochira Hon Ikegami Sho 2 (TBS, 2003)